# Little Gandhi
Little Gandhi é um filme-documentário sírio de 2016 dirigido e escrito por Sam Kadi. Foi selecionado como representante de seu país ao Oscar de melhor filme estrangeiro em 2018.

## Elenco
- Robert Ford